# Zhongjianhe
Zhongjianhe (kinesiska: 中涧河, 中涧河镇) är en köping i Kina. Den ligger i provinsen Shanxi, i den norra delen av landet, nära eller i provinshuvudstaden Taiyuan.
Genomsnittlig årsnederbörd är 630 millimeter. Den regnigaste månaden är juli, med i genomsnitt 205 mm nederbörd, och den torraste är december, med 3 mm nederbörd.